# Gabrielle Berthoud
Gabrielle Berthoud (Boudry, 15 juni 1907 - Neuchâtel, 5 april 1987) was een Zwitserse historica en onderwijzeres.

## Biografie

### Afkomst en opleiding
Gabrielle Berthoud was een dochter van Alfred Berthoud, die hoogleraar chemie aan de Universiteit van Neuchâtel was, en van Louise-Hélène Chapuis. Van 1926 tot 1929 studeerde ze letteren aan de Universiteit van Neuchâtel, waar ze les kreeg van Arthur Piaget. Vervolgens studeerde ze van 1929 tot 1930 in Freiburg im Breisgau.

### Carrière
Berthoud verbleef van 1930 tot 1933 in Parijs, waar ze uitgeefster Eugénie Droz leerde kennen en de lessen van Abel Lefranc en Augustin Renaudet bijwoonde. Van 1934 tot 1948 was ze lerares aan de middelbare school van Cortaillod en vervolgens van 1948 tot 1970 aan de hogere meisjesschool van Neuchâtel. Van 1944 tot 1985 was ze lid van het redactiecomité van de Musée neuchâtelois. Van 1950 tot 1953 was ze voorzitster van de Société d'histoire et d'archéologie du canton de Neuchâtel. Tussen 1928 en 1986 publiceerde ze diverse bijdragen over de Reformatie, religieuze propaganda en de geschiedenis van het boek.

## Werken
- (fr)  Antoine Marcourt réformateur et pamphlétaire, 1973.